# Dicranomyia tarsalba
Dicranomyia tarsalba är en tvåvingeart som beskrevs av Alexander 1922. Dicranomyia tarsalba ingår i släktet Dicranomyia och familjen småharkrankar. Inga underarter finns listade i Catalogue of Life.